# Gérard James
Gérard James (* 2. Februar 1942 in Brouay, Département Calvados, Frankreich)  ist ein französischer Artdirector und Szenenbildner, der 1989 den Oscar für das beste Szenenbild gewann.

## Leben
James begann seine Laufbahn als Artdirector und Szenenbildner in der Filmwirtschaft 1974 bei dem Film La jeune fille assassinée und wirkte bis 1999 an der szenischen Ausstattung von knapp zwanzig Filmen mit.
Bei der Oscarverleihung 1989 erhielt er zusammen mit Stuart Craig den Oscar für das beste Szenenbild in dem nach dem gleichnamigen Briefroman von Pierre-Ambroise-François Choderlos de Laclos entstandenen Film Gefährliche Liebschaften (1988) von Stephen Frears mit Glenn Close, John Malkovich und Michelle Pfeiffer in den Hauptrollen.

## Filmografie (Auswahl)
- 1974: La jeune fille assassinée
- 1986: Abendanzug
- 1988: Frantic
- 1988: Die Reisen des Mr. Leary
- 1995: French Kiss
- 1999: Der Kirschgarten (The Cherry Orchard)

## Auszeichnungen
- 1989: Oscar für das beste Szenenbild